# KEO
Satelit KEO je plánovaná satelitní časová kapsle, která měla být původně vyslána do vesmíru v roce 2001 aby uchovala vzkazy obyvatel planety Země svým potomkům v budoucnosti vzdálené 50 000 let. Datum vyslání bylo několikrát odsunuto – nejdříve na rok 2003, 2006 a posléze 2007 až 2008, 2010 až 2011 2012, 2014, 2015, 2017. V únoru 2020 webové stránky KEO stále uváděly předpokládané vypuštění na rok 2019. Projekt získal podporu Evropské kosmické agentury a organizace UNESCO. Časová kapsle byla pojmenována podle tří nejběžnějších hlásek lidské řeči – /k/, /e/ a /o/.

## Obsah

### Vzkazy
Každý jednotlivec má možnost přispět svým vzkazem určeným budoucím obyvatelům planety Země. Zpráva může být zadána přímo na oficiálním webu projektu, nebo zaslána organizátorům e-mailem. Organizátoři také vyzvali všechny, aby získávali vzkazy od dětí, starších občanů či těch, kteří nemají potřebné vzdělání tak, aby každá kultura, etnikum či skupina lidí na Zemi byla zastoupena. Satelit má kapacitu nést až čtyřstránkový vzkaz od každého z více než 7 miliard obyvatel planety Země. Všechny obdržené vzkazy budou po vypuštění satelitu publikovány na internetu (bez jmen svých autorů).

### Další obsah
KEO ponese na palubě také diamant, který bude obsahovat kapku lidské krve, vzorky vzduchu, mořské vody a půdy. Na jedné z plošek diamantu bude zaznamenána DNA lidského genomu. Mimo to ponese satelit také astronomické hodiny, které budou ukazovat rotační frekvence několika pulsarů, dále pak ponese fotografie lidí všech kultur žijících na Zemi a tzv. „Současnou Alexandrijskou knihovnu“ – encyklopedický souhrn současného lidského vědění.

## Technické podrobnosti
Vzkazy a encyklopedie znalostí budou uloženy ve skleněných, radiaci odolných DVD. Symbolické návody v několika různých formátech budou zobrazovat soubor instrukcí k sestavení DVD přehrávače, který za 50 000 let nemusí existovat ani jako artefakt.
Tělo samotného satelitu bude mít přibližný tvar hladké koule o průměru 80 centimetrů s mapou Země na svém povrchu, obklopené vrstvou hliníku, vrstvou tepelné ochrany a několika dalšími vrstvami titanu a dalších těžkých kovů vyplněných vakuem. To by mělo zajistit odolnost proti kosmickému záření, při vstupu do atmosféry, srážkám s drobným kosmickým smetím atd. Až dojde ke vstupu satelitu do pozemské atmosféry, termální vrstva vytvoří umělou polární záři a tím upozorní případné pozorovatele, neboť neponese žádný aktivní komunikační (ani pohonný) systém. Naplánovaná oběžná dráha se vzdáleností 1800 kilometrů nad povrchem je navržena tak, aby se sonda vrátila zpět za zhruba 500 století, tedy za stejně dlouhý čas, jako uplynul od vytvoření prvních lidských jeskynních maleb.

## Historie projektu
Projekt KEO byl navržen v roce 1994 francouzským vědcem a umělcem Jean-Marc Philippem, průkopníkem v oblasti kosmického umění, který zemřel v listopadu 2008.. Vzkazy začaly být shromažďovány se záměrem vypustit sondu v roce 2001. Studie technické proveditelnosti a další různá zdržení způsobily několikanásobné odklady startu až na období 2010 až 2011, za předpokladu dostupnosti rakety Ariane 5, kterou přislíbila ESA. Start byl opět odložen na rok 2013.

## Podobné projekty
Několik dalších kosmických sond, které byly v minulosti vyslány do vesmíru, obsahují časové schránky určené obyvatelům Země budoucnosti nebo i mimozemským civilizacím. Satelit LAGEOS, který vstoupí zpět do atmosféry Země za 8,4 milionů let, nese na své palubě plaketu ukazující konfiguraci pozemských kontinentů v minulosti, současnosti i budoucnosti podle současných znalostí. Sondy Pioneer 10 a Pioneer 11 obě obsahují zlatou plaketu nesoucí základní informace o lidské civilizaci ve formě nákresů. Pravděpodobně nejznámější je zlatá deska Voyageru, kterou na palubě nesou sondy Voyager 1 a Voyager 2 a která obsahuje zvuky a obrazy ze Země spolu se symbolickými instrukcemi pro přehrání záznamu a umístěním planety Země.